# ルイス・ミラー (サッカー選手)
ルイス・ミラー（英語: Lewis Miller、2000年8月24日 - ）は、オーストラリアのサッカー選手。オーストラリア代表。ポジションはDF。

## クラブ歴
2017年にノース・ショア・マリナーズFCで選手となり、同年に提携先のセントラルコースト・マリナーズFCに移籍した。2019年3月9日に行われたAリーグ・メンの試合で選手初出場を記録した。同年10月にスカラーシップ契約を締結しプロとなった。2020年1月に2年のプロ契約を締結し、スカラーシップ契約を脱した。
2022年6月に3年契約でハイバーニアンFCに完全移籍した。この移籍が決定する前にマッカーサーFCとの間に仮契約を交わしていたため、ハイバーニアンからマッカーサーに対して移籍金が支払われた。

## 代表歴
2021年10月にAFC U23アジアカップ2022予選のメンバーに選出され、代表初招集となった。同月26日のインドネシア代表戦で初出場を記録した。その後、AFC U23アジアカップ2022本戦にも参加した。
A代表には2023年10月に初招集を受けた。同月13日に行われたイングランド代表との親善試合でライアン・ストレインとの交代で途中出場しA代表初出場を記録した。